# Alfred Olivier
Alfred Camille Marie Lucien Olivier (Aubange, 12 maart 1905 - Elsene, 3 januari 1944) was een Belgisch volksvertegenwoordiger.

## Levensloop
Olivier, een bakkerszoon uit Aubange, promoveerde tot doctor in de rechten aan de Katholieke Universiteit Leuven en vestigde zich als advocaat in Brussel. Hij liep stage bij Joseph Pholien, de latere eerste minister.
Volgens zijn zoon Daniel Olivier (1934) hield hij thuis vergaderingen waaraan onder meer Pierre Daye, Hergé, Paul Jamin, José Streel, Mgr. Picard en ook Léon Degrelle, deelnamen.
In 1936 werd hij verkozen tot Rex-volksvertegenwoordiger voor het arrondissement Brussel. In maart 1937 namen hij en al de opvolgers op de lijst ontslag, teneinde een tussentijdse verkiezing af te dwingen. Léon Degrelle stelde zich op als kandidaat en dacht het te kunnen halen op de kandidaten van verschillende partijen. De andere partijen stelden zich echter akkoord om slechts één kandidaat voor te dragen, de eerste minister Paul van Zeeland. Deze haalde het, met 275.000 stemmen tegen 69.000 voor Degrelle.
De oorsprong van deze politieke 'stunt' werd later toegeschreven, niet zozeer aan Degrelle en Olivier, maar aan anderen. Als behorende tot de groep die het idee vooruitschoof worden genoemd: de katholieke politici Charles d'Aspremont Lynden en Gustave Sap, de rexistische volksvertegenwoordigers Pierre Daye en Gustave Wyns. Samen met Léon Degrelle tafelden ze in een Brussels restaurant om het plan uit te werken. De bedoelingen van de twee eerstgenoemden waren (eerder naïef) om Degrelle in een hinderlaag te lokken en hem te doen verliezen zodat de afgang van zijn partij zou worden ingezet. Dit doel werd inderdaad bereikt, hoewel het niet de enige en zeker niet de belangrijkste reden was waarom Rex vanaf de nederlaag van Degrelle in die tussentijdse verkiezing, snel bergaf ging. 
Olivier bleef nog bij Rex en werd in 1938 voor die partij verkozen tot gemeenteraadslid in Etterbeek. Begin 1940 verliet hij echter Rex, vanwege meningsverschillen met Degrelle.